# Arrasando
Arrasando é o sexto álbum de estúdio da cantora e compositora mexicana Thalía, lançado em 25 de abril de 2000 pela gravadora EMI. Produzido por Emilio Estefan, Kike Santander e Roberto Blades, Thalía colaborou na composição de oito canções. O material foi gravado no Crescent Moon Studios em Miami, Florida. Esta foi a terceira vez que ela colaborou com o produtor musical Emilio Estefan, que promoveu sua carreira musical internacionalmente. Musicalmente, apresenta diferentes gêneros como pop, pop latino, banda, house até synth pop, world music e rap, entre outros. 
Depois de seu último álbum, Amor a la Mexicana (1997), com o qual promocionou em países como Alemanha, França, Brasil, Estados Unidos e Filipinas, Thalía embarcou momentaneamente na atuação com a telenovela Rosalinda (1999) e no filme Mambo Café (1999-2000). Isso motivou a demora de quase um ano para compor músicas para o álbum.
Para promover a obra, a artista, entre 2000 e 2001, fez apresentações em diferentes mídias e festivais na Europa Oriental, América e em algumas partes da Ásia e da África. Cinco singles foram lançados: "Entre El Mar Y Una Estrella", "Regresa a mí", "Arrasando", "Reencarnación" e "Rosalinda", que alcançaram boas posições em várias paradas musicais, incluindo na Billboard.
O álbum recebeu prêmios e indicações em premiações como o Grammy Latino, Lo Nuestro, Billboard Music Awards e Billboard Latin Music Awards. Arrasando recebeu em sua maioria comentários positivos dos críticos de música e foi certificado nos Estados Unidos como disco de platina duplo pela Recording Industry Association of America (RIAA).  Desde sua estreia, estima-se que as vendas tenham atingido em torno de 2 milhões de cópias em todo o mundo.

## Antecedentes e desenvolvimento
Depois de três anos sem lançar um material discográfico, em detrimento de uma agitada promoção com o álbum Amor a la mexicana em diferentes partes do mundo, e das gravações, em 1999, de sua telenovela Rosalinda e do filme Mambo Café, Thalia começou a escrever algumas das músicas do álbum. Rosario Valeriano, gerente de imprensa da EMI México, comentou que "Thalia queria preparar um produto de qualidade, por isso levou quase um ano para preparar cada uma das faixas incluídas no álbum" e acrescentou que havia valido a pena a espera. Em uma entrevista realizada no Chile em 2001, a cantora comentou: "[no processo de gravação] participei de todos os detalhes; Escolhi as faixas, escrevi as letras e cuidei dos arranjos musicais e do design da capa. É como um raio X pessoal". Ela também acrescentou que foi lindo gravar o álbum e seu resultado superou completamente todas as expectativas que tinha.
Enquanto isso, Estefan (com que produziu seus dois discos anteriores), disse que estava feliz em colaborar novamente com a cantora, e ele confiava muito nela quando se tratava de compor músicas. Por sua vez, Thalía comentou que: "Emilio [Estefan] é como um irmão; somos amigos, mas temos irmandade; Ele é uma pessoa muito alegre e eu gosto de me cercar de pessoas alegres".
Sobre a escolha do título do álbum, revelou: "[o ano] 2000 representa um desafio, que não só tem que ser superado, devemos arrasar".

## Produção e apresentação
Arrasando é o sexto álbum de estúdio de Thalía e combina gêneros musicais de pop, pop latino, banda, house até synth pop, world music e rap. A cantora comentou a respeito: "Minha música sempre foi pop latino, mas esse álbum tem um som de dance, um pouco de rap e R&B, então faz um círculo perfeito".
Durante o fórum "Música latina, a experiência global", realizada no México no início de 2000, o presidente da EMI Latin, José Behar disse: "Para este ano [2000] teremos muitos lançamentos, mas nossa prioridade é o álbum de Thalía [...] A gravadora vai apostar tudo no novo disco da cantora e atriz". No lançamento do álbum, Thalía comentou: "[...] meu compromisso atual é com a música. [... Arrasando] é meu grande compromisso". Após o lançamento desta produção, ela decidiu se afastar das novelas e dedicar-se completamente à música.

### Promoção

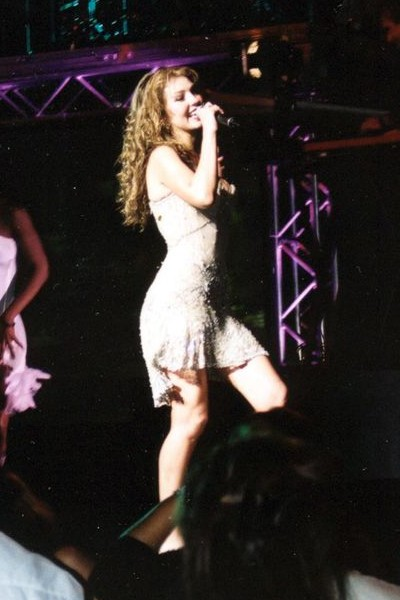
Thalía em 2004, durante sua turnê High Voltage Tour.

Rosario Valeriano, do site Critica.com comentou que a cantora começaria uma turnê promocional na Argentina e na Espanha. A turnê se estendeu pela Europa Oriental, Ásia, África e América. Em 2000, a cantora visitou o Chile e apareceu no programa Viva el lunes, e na Feira Disco, localizada no Mall Plaza Vespucio. No mês seguinte ao lançamento do álbum nos Estados Unidos, Thalia se apresentou na Casa Branca para comemorar o dia 5 de maio. Na Espanha, o álbum foi promovido em Madri, e no México houve apresentações em inúmeros programas, como Otro Rollo. Outros países incluídos em seu repertório de shows foram Turquia, Israel, Polônia, França, Itália, Letônia, Bulgária, Japão, Indonésia, Canadá e Arábia Saudita.
A artista fez uma pausa no final de 2000 e se casou com o então presidente da gravadora Sony Music, Tommy Mottola. O casamento contou com a presença de inúmeras personalidades como Michael Jackson, Julio Iglesias, Jennifer Lopez, Donna Summer, Bruce Springsteen, Robert De Niro, Juan Gabriel, Barbra Streisand, Marc Anthony e Tony Bennett, o evento ajudou a promover ainda mais o álbum, já que a cantora se tornou notícia em vários jornais e tabloides em todo o mundo. O cantor Juan Gabriel compôs uma canção exclusivamente para o casamento. Thalía usou um vestido de noiva que pesava mais de vinte quilos, que tinha uma cauda de dezesseis metros de comprimento, o que gerou chamou atenção dos veículos de imprensa e do público. O custo do casamento foi de três milhões de dólares.
Durante a promoção do álbum a cantora utilizava um vestuário mais comportado, com vestidos longos, calças e capas , diferente das roupas que utilizava na promoção de seus álbuns anteriores da década de 1990.
Em relação à turnê promocional Thalía disse: "Todo o mercado em si exige muito do artista, mas ao mesmo tempo lhe dá muita satisfação porque o fato de chegar em países onde eles não falam sua própria língua [,] você vê que as pessoas o interpretam o mimetismo e o gestual”. Em 2004, durante a abertura de sua High Voltage Tour - realizado no Auditorio Nacional do México - ela cantou os cinco singles álbum. A comunidade LGBT assistiu ao concerto em massa.
Durante a promoção do álbum Greatest Hits, a cantora cantou a música "Arrasando" no bar do Bongo em Miami, onde a comunidade LGBT voltou a prestigia-la. Para aquela apresentação, ela usava shorts jeans, jaqueta branca, botas brincos amarelos e uma camiseta laranja com suspensórios.

## Singles
Dos cinco singles lançados de Arrasando, quatro obtiveram videoclipes: "Arrasando", "Entre El Mar Y Una Estrella" e "Regresa a mí" -dirigidos por Simon Brand- e "Reencarnación" - dirigido por Emilio Estefan. Nos vídeos do álbum ela misturou conceitos diferentes, em "Arrasando" por exemplo, ela ostenta um visual “urbano”, enquanto em “Entre El Mar Y Una Estrella” ela aparece de forma etéreo e natural e recria o conceito da peça "Starfleet". de Remedios Varo. No vídeo de "Reencarnación", a cantora interpretou diversas personas, como: sereia, índio Apache, deusa balinesa, rainha punk e ela mesma. A esse respeito, Ed Grant, da revista Time, disse que os vídeos dessa produção "a afastaram da imagem sexual, explícita e extravagante de seus vídeos da década de 1990".
O primeiro single, "Entre El Mar Y Una Estrella" foi lançado em 28 de março de 2000 e tornou-se a primeira música da cantora a liderar três paradas da Billboard: Hot Latin Tracks, Latin Pop Airplay e Latin Tropical/Salsa Airplay. A música também apareceu na chart de Latin Regional Mexican Airplay, ocupando o vigésimo quinto lugar. Depois do sucesso de "Entre El Mar Y Una Estrella",  Thalía comentou durante uma entrevista em Miami que eu não esperava que ela fosse (arrasar) tão rapidamente nas listas de popularidade. A cantora incluiu a música em muitas apresentações ao vivo posteriormente, por exemplo, em 2004, no show realizado no Gibson Amphitheatre, que Ernesto Lechner, do Los Angeles Times, descreveu como "extravagante" e interpretou a canção como "estranhamente poética".
O segundo single lançado, "Regresa a Mí", apareceu nas charts em número dezenove e doze nas listas Billboard Hot Latin Tracks e Latin Pop Airplay, respectivamente.
"Arrasando", quarta faixa do álbum, é uma espécie de resposta sobre todos os boatos em torno da cantora, incluindo o mito de que Thalia havia extraído duas costelas para ter uma cintura muito pequena. Em 2012, a intérprete brincou via Twitter "que ela havia retirado as costelas" e mostrou um recipiente com costelas de um animal. A canção apareceu na chart Latin Pop Airplay da Billboard - no vigésimo quinto lugar - em número onze na chart da Argentina, e na sétima posição na Grécia.
"Rosalinda" o quarto single do álbum, a canção foi incluída no álbum após o sucesso que a produção homônima teve em muitas partes do mundo como no Oriente Médio e na América do Sul. Ele teve pico de número 46 no Hot Latin Tracks, vinte e três no Latin Pop Airplay e trinta e sete no Latin Tropical/Salsa Airplay.
"Reencarnación" foi o quinto e último single do álbum; foi lançado em 2001. Alcançou a nona posição na Argentina e posições dezessete e trinta no Billboard Latin Pop Airplay  e Hot Latin Tracks, respectivamente. Durante a sua apresentação em vídeo, a artista comentou: "[...] acredito na reencarnação, a vida é o resultado do que temos feito em outras existências". Deve-se acrescentar que, para este material, Thalía fez uma versão da canção "Menta y canela", de Pérez Prado, e "Pata Pata", da sul-africana Miriam Makeba.

## Recepção

### Critica
O álbum recebeu, em sua maioria, boas criticas. Em geral, várias mídias frequentemente citam o álbum como uma das melhores e mais bem-sucedidas obras de Thalia.
Jason Birchmeier do Allmusic.com, deu ao álbum três estrelas e meia de cinco e comentou:
Mary Rothman, gerente da Borders Books & Music, em Fort Lauderdale, disse Fla. "Toda vez que tocamos o álbum na loja, as pessoas vêm ao balcão para pedir informações [dele] [...] e é geralmente um público bastante amplo, em termos de idade e raça.
Joey Guerra, crítico do site Amazon.com elogiou o álbum e sua produção dizendo "Thalia e Estefan misturam salsa, rap, reggae, cumbia, criando uma mistura irresistível".
Lucero Luna Campos, editor do jornal La Prensa em San Diego, afirmou que Thalía era "despótica, rude e insolente", e que "Arrasando foi um verdadeiro fracasso no mercado e não "arrasou" como ela esperava."
David Dorantes do jornal Houston Chronicle em uma crítica ao Primera fila, outro álbum da cantora, apontou Arrasando como um trabalho medíocre, com um pop previsível, contendo sucessos de rádio como "Arrasando".

### Comercial
O álbum ficou em 20º lugar nas paradas húngaras e permaneceu nela por cinco semanas. Nos Estados Unidos, alcançou o número quatro no Top Latin Albums e 26 no Heatseekers, enquanto na parada Latin Pop Albums esteve em primeiro lugar e permaneceu por mais de quarenta e duas semanas. Na Suíça, atingiu o número quarenta e um por sete semanas. No Chile, um mês depois de lançado, vendeu mais de 20.000 unidades.
Em setembro de 2000, a intérprete viajou para a cidade de Atenas, na Grécia, para receber as certificações obtidas de Arrasando naquele território, a cidade ficou bloqueada por duas horas devido à presença de milhares de admiradores na praça central de Omonia. Segundo Mónica Meza, gerente internacional da EMI "Arrasando é um álbum com o qual Thalía entrou em novos mercados [para ela] como Canadá, Suíça, Itália, Portugal e Japão. É importante mencionar que no Japão ela é a primeira mulher latina que conseguiu entrar nesse mercado e vender muitos discos. No entanto, em nenhum desses mercados a cantora conseguiu atingir as vendas necessárias para receber alguma certificação.
Arrasando vendeu ao todo mais de 600 mil cópias em junho de 2000, ou seja, dois meses após seu lançamento, enquanto em junho de 2001, um milhão de cópias já haviam sido comercializadas em todo o mundo. O material conseguiu obter um disco de platina no México dois dias após seu lançamento, enquanto na Espanha foi certificado uma semana após seu lançamento. Com cerca de um ano de lançamento o álbum já tinha vendido mais de 1,5 milhões de cópias no mundo todo. Durante uma entrevista em 2001, Thalía comentou sobre a recepção de Arrasando: "É muito emocionante perceber que todos os dias você tem que começar sua carreira do zero e não descansar em seus louros, esse tem sido o meu eterno ditado. Os resultados obtidos excederam minhas expectativas. Eu sinto que estou no melhor momento da minha carreira [...]".
O sucesso só fez confirmar que Thalía é a cantora mexicana de maior sucesso em todo o mundo.

## Lista de faixas
| Edição Padrão |                                          |                                                                             |         |  |
| N.º           | Título                                   | Compositor(es)                                                              | Duração |  |
| 1.            | "Entre El Mar Y Una Estrella"            | Marco Flores                                                                | 3:44    |  |
| 2.            | "Regresa a mí"                           | Thalía, Emilio Estefan Jr., Lawrence P. Dermer, Robin Dermer, Angie Chirino | 4:28    |  |
| 3.            | "Reencarnación"                          | Thalía, Lawrence P. Dermer, Robi Rosa                                       | 5:03    |  |
| 4.            | "Arrasando"                              | Thalía, Estefan Jr., Lawrence Dermer, Robin Dermer                          | 3:59    |  |
| 5.            | "No hay que llorar"                      | Thalía, Lawrence Dermer                                                     | 3:39    |  |
| 6.            | "Quiero amarte"                          | Thalía, Lawrence Dermer, Robin Dermer                                       | 3:30    |  |
| 7.            | "Suerte en mí" (cover de Gloria Estefan) | Thalía, Estefan Jr., Lawrence Dermer                                        | 4:15    |  |
| 8.            | "Menta y canela"                         | Thalía, Dámaso Pérez Prado                                                  | 3:47    |  |
| 9.            | "Tumba la casa"                          | Thalía, Lawrence Dermer, Norbeto Cotto, Luis Tineo                          | 4:26    |  |
| 10.           | "Pata Pata"                              | Jerry Racovo, Miriam Makeba, Edgardo Franco                                 | 4:39    |  |
| 11.           | "Siempre hay cariño"                     | Estefan Jr., Robert Blades, Chirino                                         | 3:10    |  |
| 12.           | "Rosalinda"                              | Kike Santander                                                              | 3:52    |  |

| Edição de re-lançamento |                                                       |         |  |
| N.º                     | Título                                                | Duração |  |
| 13.                     | "Arrasando" (Versão Banda)                            | 3:58    |  |
| 14.                     | "Entre el Mar y una Estrella" (Pablo Flores Club Mix) | 10:50   |  |
| 15.                     | "Entre el Mar y una Estrella/Arrasando" (Medley)      | 4:04    |  |

- "Suerte en Mi" é uma versão em espanhol da "Lucky Girl" de Gloria Estefan do seu álbum Gloria!.

## Prêmios e indicações
O disco ganhou vários prêmios e indicações em 2000 a 2001.
Para citar alguns, em novembro de 2000, recebeu o Globo de Ouro da Música Hispânica para o melhor álbum feminino. Em 2001, Thalía ganhou o prêmio de estrela da Billboard, em reconhecimento à sua carreira como cantora e ao sucesso de Arrasando. Esta foi a primeira vez que a Billboard apresentou este prêmio, a fim de reconhecer os artistas latinos que alcançaram sucesso no mundo.. Durante a recepção do prêmio da estrela, vários artistas, como Julio Iglesias, Juan Luis Guerra e Carlos Vives, elogiaram o sucesso sem precedentes da cantora no mundo.
Ela também recebeu duas indicações para o Grammy Latino ,de 2001, nas melhores categorias de álbuns. vocal pop feminino e melhor gravação de engenharia para um álbum, se tornando o vencedor do último Deve-se notar que a cerimônia não pôde ser realizada, devido aos ataques de 11 de setembro de 2001, alguns dos prêmios e nomeações que a produção obteve:
| Prêmio                                  | Categoría                      | Trabalho                      | Artista | Resultado | Ref.            |
| --------------------------------------- | ------------------------------ | ----------------------------- | ------- | --------- | --------------- |
| Globo de Oro a la música hispana (2000) | Mejor disco femenino           | Arrasando                     | Thalía  | Venceu    | [ 113 ]         |
| Grammy Latino (2001)                    | Mejor álbum vocal pop femenino | Arrasando                     | Thalía  | Nominada  | [ 114 ]         |
| Grammy Latino (2001)                    | Mejor ingeniería               | Arrasando                     | Thalia  | Venceu    | [ 110 ]         |
| Billboard Latin Music Awards (2001)     | Billboard estrella             | Ela mesma                     | Thalía  | Venceu    | [ 115 ]         |
| Billboard Music Awards (2001)           | Mejor video latino del año     | «Arrasando»                   | Thalía  | Indicada  | [ 116 ]         |
| Premio Lo Nuestro (2001)                | Mejor video                    | «Entre el mar y una estrella» | Thalía  | Indicada  | [ 117 ] [ 118 ] |
| Premio Lo Nuestro (2001)                | Artista pop femenina           | Ela mesma                     | Thalía  | Indicada  | [ 118 ]         |
| Premio Lo Nuestro (2001)                | Artista del pueblo             | Ela mesma                     | Thalía  | Venceu    | [ 118 ]         |
| Los Premios MTV Latinoamérica (2002)    | Artista femenina del año       | Ela mesma                     | Thalía  | Indicada  | [ 119 ]         |

## Desempenho nas tabelas musicais
| Chart (2000)                | Posição |
| --------------------------- | ------- |
| Billboard Latin Pop Albums  | 1       |
| Billboard Top Latin Albums  | 4       |
| Billboard Top Heatseekers   | 26      |
| Espanha (Promusicae)        | 3       |
| Grécia (IFPI Grécia)        | 1       |
| Hungria (MAHASZ)            | 5       |
| Suíça (Schweizer Hitparade) | 41      |

## Certificações e vendas
| Região                                                                                 | Certificação | Vendas/distribuição |
| -------------------------------------------------------------------------------------- | ------------ | ------------------- |
| Argentina (CAPIF)                                                                      | 2× Platina   | 120,000^            |
| Chile (IFPI Chile)                                                                     | Ouro         | 10,000              |
| Eslováquia (IFPI Slovenská Republika)                                                  | Platina      | 3,000^              |
| Espanha (Promusicae)                                                                   | 4× Platina   | 400,000^            |
| EUA (RIAA)                                                                             | 2× Platina   | 200,000^            |
| Filipinas (PARI)                                                                       | Platina      | 40,000^             |
| Grécia (IFPI Grécia)                                                                   | Platina      | 40,000              |
| Hungria (MAHASZ)                                                                       | Platina      | 50,000              |
| México (AMPROFON)                                                                      | Platina      | 250,000             |
| Uruguai (CUD)                                                                          | Ouro         | 3,000^              |
| Venezuela (APFV)                                                                       | Ouro         | 10,000^             |
| Resumos                                                                                |              |                     |
| Mundialmente                                                                           |              | 2,000,000           |
| *vendas baseadas apenas na certificação ^distribuições baseadas apenas na certificação |              |                     |

## Créditos
| - Fontes: Allmusic e MSN. - Thalía - Produtora criativa, co-roteirista, voz. - Emilio Estefan - Produtor, diretor. - Lawrence Dermer - Produtor, arranjador, programador, teclados, voz. - Freddy Piñero, Jr. - Arranjador, programador, engenheiro. - Marco Flores - Produtor, arranjador, voz. - José Antonio Molina - Produtor, arranjador, orquestração . - Herman «Teddy» Mulet - Trombone , trompete, arranjador. - Roberto Blades - Arranjador, voz (fundo). - Daniel Betancourt - Programador, sequenciamento. - Grutas de sal - chaves. - Dana Teboe - Trombone. - Bob Ludwig - Masterização - Saxofone barítono: - Ed Calle, Tom Timko, Kenny Anderson (Saxofone Tenor). - Saxofone alto: - Ed Calle, Tom Timko | - Violino: - Mariusz Wojtowica , Gennady Aronin, Carol Cole, Gustavo Correa, Sania Derevianko, John DiPuccio, Joan Faigen, Mei Mei Luo, Tina Marie, Gary *Miller, Robert Rozek, Leonid Sigal. - Violoncelo: - David Cole, Ross Harbaugh, Claudio Jaffe e Susan Moyer. - Engenheiros: - Gustavo Celis, Charles Dye, Joel Numa, Eric Schilling, Rony Taylor, JC Ulloa, Rob Williams. - Engenharia Assistente - Ed Williams, Chris Wiggins, Ken Theis, Joe Sanchez, Mike Rivera, Tony Mardini, Fabian Marasciullo, Jorge Gonzalez, Alfred *Figueroa, Gustavo Bonnet, Ricky Branca, Steve Menezes, Macerlo Anex, joel someillan. - Voz de fundo: - Angie Chirino, Jennifer Karr, Feira de Willy Perez, Lena Perez, Rachel Perry. - Mixagem: - Javier Garza, Sebastián Krys. - Coordenadores: Kevin Dillon, Steve Menezes. - Percussionistas: - Daniel López, Archie Pena. - Guitarra: - Joel Someillan, Manny López |

## Histórico de lançamento
| Ano  | Tipo    | Gravadora              | Número do catálogo | Ref.            |
| ---- | ------- | ---------------------- | ------------------ | --------------- |
| 2000 | CD      | EMI International      | 5262322            | [ 12 ]          |
| 2000 | Cassete | EMI International      | 26232              | [ 12 ]          |
| 2000 | CD      | EMI México             | 7243 5 26232 2 8   | [ 136 ]         |
| 2000 | CD      | EMI Canada             | B00004SQXB         | [ 137 ]         |
| 2001 | CD      | EMI / Capitol Europe   | 7243 879559 2 9    |                 |
| 2001 | Casete  | EMI Ukranie            | 879559 2           | [ 138 ]         |
| 2004 | DD      | Capitol Latin          | B001J5KB2C         | [ 139 ] [ 140 ] |
| 2005 | CD      | EMI United States (US) | H2 0946 3 40189 20 |                 |